# Chiesa dei Santi Innocenti (Horsham)
La chiesa dei Santi Innocenti (in inglese Holy Innocents Church) è la parrocchiale anglicana che si trova a Southwater, località nel comune di Horsham nell'omonimo distretto del West Sussex, Inghilterra, Regno Unito. Il luogo di culto risale al XIX secolo e rientra nella diocesi di Chichester.

## Storia

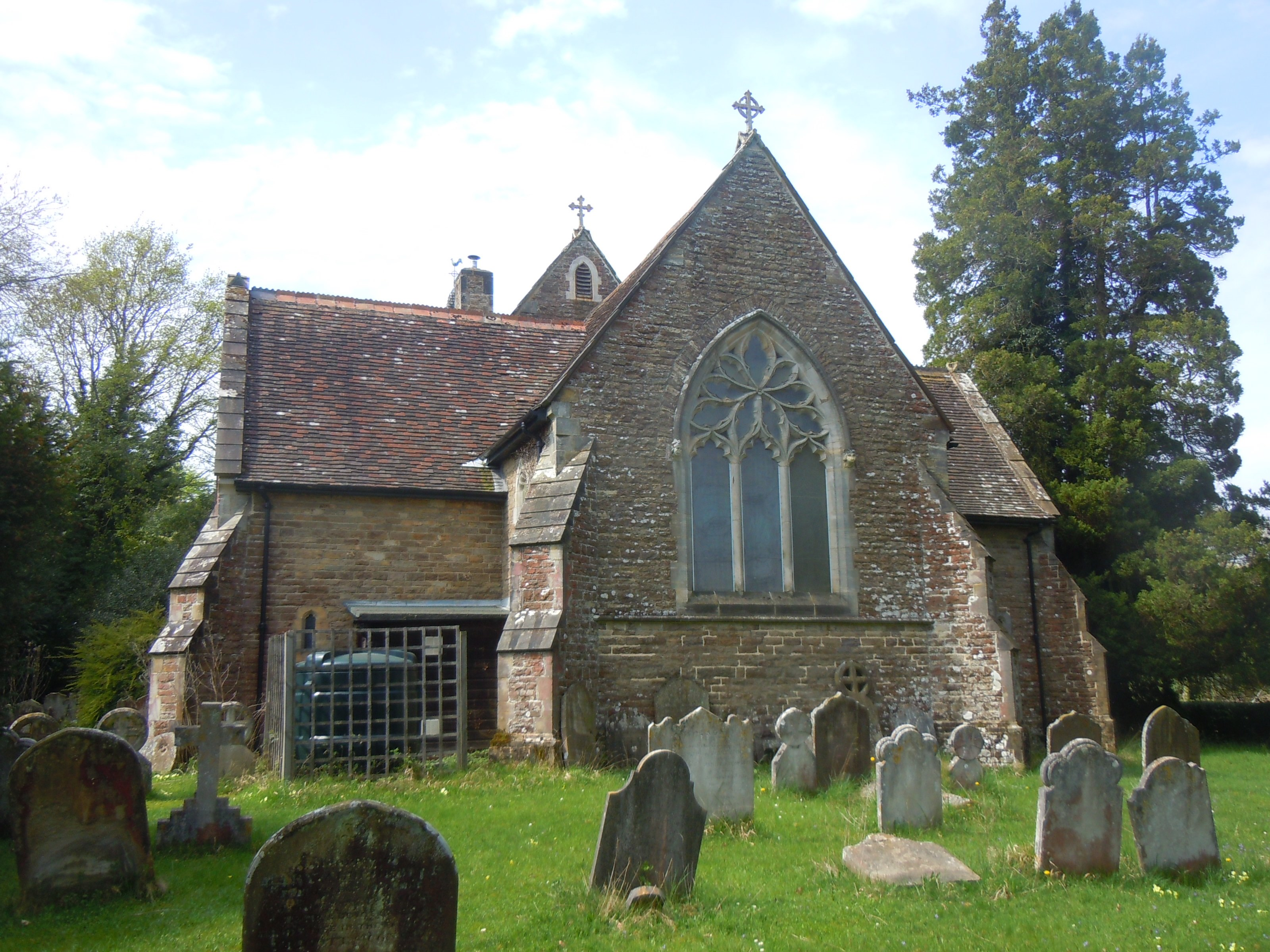
Esterno della chiesa col cimitero della comunità

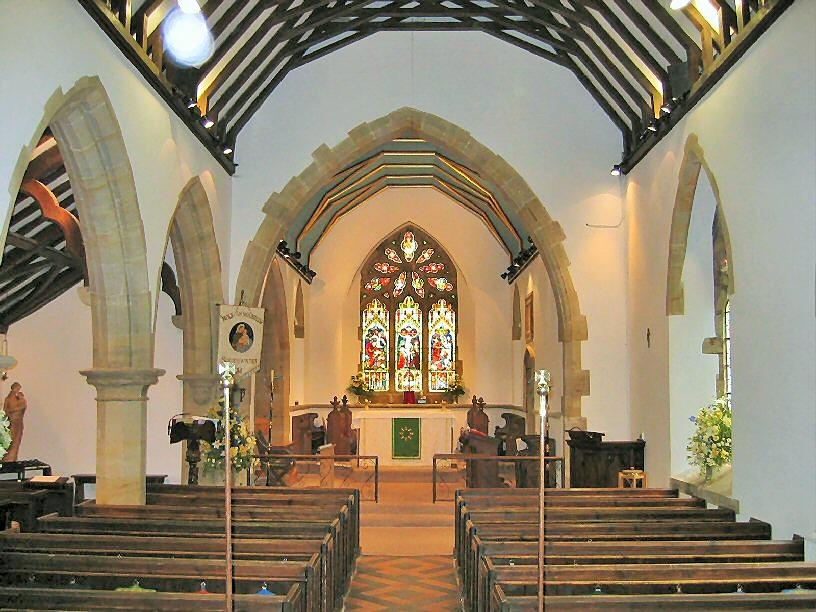
Interno della sala

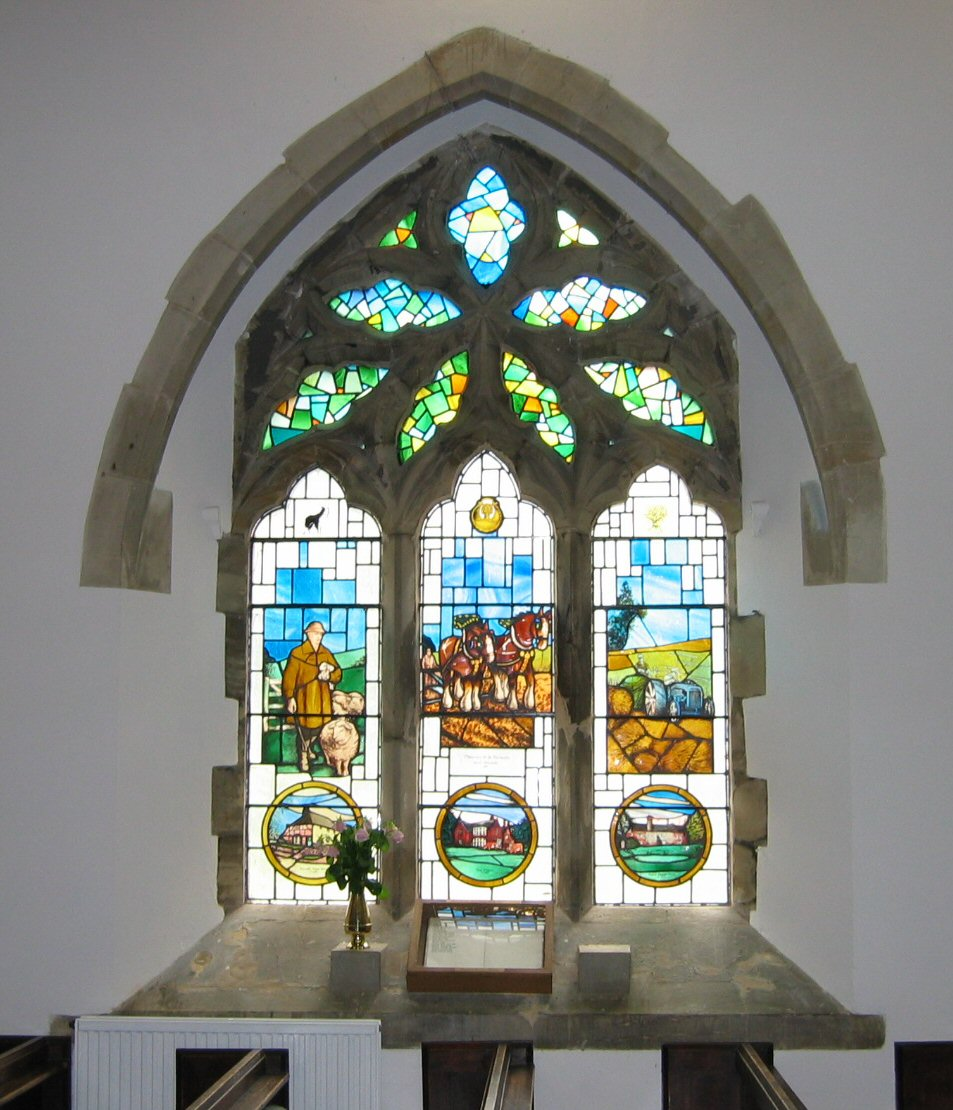
Vetrata policroma nel presbiterio

Sebbene il nome di Southwater compaia già nel medioevo il villaggio si sviluppò in modo consistente solo nel XVIII secolo, lungo la strada per Worthing da Horsham. Il piccolo centro abitato si incrementò notevolmente dopo l'istituzione della fornace nel 1890 sino a diventare un sobborgo residenziale di Horsham. La prima pietra fu posata il 28 dicembre 1848, giorno della festa dei Santi Innocenti e questo potrebbe spiegare la sua dedicazione, ma si può anche pensare che tale scelta derivi in realtà dalla tragedia che colpì la famiglia Fletcher, con la morte prematira di tre dei figli di Sir Henry Fletcher morirono prematuramente. Sir Henry stesso morì nel settembre 1851 e la finestra del battistero fu dedicata alla sua memoria. La chiesa comunque venne costruita per la comunità locale, tra il 1848 e il 1850, e questa divenne sede di una parrocchia nel 1853, con sussidiarie nel territorio di Horsham e Shipley. La chiesa fu consacrata dal vescovo di Chichester, Ashurst Turner Gilbert, il 7 giugno 1850. Il progetto venne affidato all'architetto J. P. Harrison e come materiale da costruzione venne scelta l'arenaria marrone rossiccia che veniva estratta localmente. Il costo sostenuto fu abbastanza al di sopra di quanto solitamente necessario per una modesta chiesa di villaggio. Quando fu costruita la chiesa risultò liturgicamente all'avanguardia, con un lungo presbiterio, e questo perché Harrison aveva lavorato con altri importanti costruttori come John Henry Newman e Henry Manning. Nel 1860 vennero apportate modifiche come una nuova finestra nella navata allargata. Nel biennio 1909-1910 fu aggiunta una sagrestia a sud su progetto di F. Wheeler e C. R. B. Godman.  Ulterioriinterventi furono realizzati tra il 1974 e il 1975. L'edificio che ci è pervenuto è la prima chiesa parrocchiale nel villaggio di Southwater e il terreno sul quale fu costruita venne donato dalla famiglia Fletcher, che possiede ancora localmente vasti territori.

## Descrizione

### Esterni
La chiesa dei Santi Innocenti si trova a Southwater, località posta a sud del comune di Horsham del West Sussex in Inghilterra, Regno Unito. La chiesa non è dotata di una vera torre campanaria tuttavia sul tetto è posta una piccola torretta con aperture traforate e una guglia coperta di scandole lignee. A sud della struttura si trova la sagrestia. Al complesso della chiesa, oltre al luogo di culto, appartengono il cimitero della comunità, una sala e un piccolo edificio per gli scout e le loro guide. È quasi interamente edificata in stile vittoriano e le parti murarie sono in pietra locale di Horsham proveniente da una cava a Stammerham, una fossa a Great House Farm e una cava a St. Leonard's Forest. Da vari anni il luogo di culto serve una popolazione molto più grande rispetto a quando fu costruita.

### Interni
La navata interna si caratterizza a croce latina. Le finestre principali presentano una decorazione curvilinea di una certa complessità, in contrasto con l'arcata a quattro campate che presenta pilastri ottagonali e archi a doppia smussatura. La decorazione sull'arco del presbiterio è limitata a una testa modellata e mensole a fogliame sui riscontri. Le coperture del soffitto sono più elaborate, in particolare quelle della navata laterale, che presenta rinforzi a cuspide. Quello del presbiterio è sormontato da listelli di legno che imitano le costole delle volte.